# ちまたのジョーシキちゃん
『ちまたのジョーシキちゃん』は、関西テレビ（カンテレ）で2021年11月5日から2024年3月29日まで放送されていたバラエティ番組。MCは横山裕（SUPER EIGHT）と見取り図（盛山晋太郎・リリー）。

## 概要
本番組は、ちまたにあふれる「常識」を取り上げたバラエティ番組である。
さまざまなテーマやシチュエーションで関西人に常識アンケートを行い、アンケートで挙がった"ジョーシキ"を再現ドラマ仕立てで紹介する。
本番組の放送枠は、1995年7月10日から2020年7月24日まで約25年間同局制作の『快傑えみちゃんねる』を放送していたが、同番組の終了後は、不定期に自主制作の特番を編成しながらフジテレビ制作の『坂上どうぶつ王国』を放送していた。その為、約1年4か月ぶりに関西テレビ制作の番組の放送となった。
2021年9月27日、関西テレビが大阪市内で秋改編会見を行い、本番組の放送を発表。同会見では、羽牟正一社長自ら除幕式を行ってのMCの発表を行った。
2022年2月11日放送分（#12）より、くっきー!（野性爆弾）が新スタジオレギュラーとして加入した。
2023年11月10日・17日放送分（#89・90）では、番組3年目突入を記念し、スタジオトークが副音声で放送された。これを皮切りに翌24日放送分（#91）以降もこの副音声は引き続き放送されている。
2024年3月をもって番組が終了し、約2年半の番組の歴史に幕を下ろした。番組終了の理由について、関西テレビの編成局は「バラエティーは定着するまで時間がかかり、ようやく…というところだったが、タイムテーブル内での総合的な判断」と説明している。今後はローカルセールス枠を維持したまま、キー局・フジテレビの番組の同時ネットに切り替える。
当番組終了後、2025年5月30日に、『未知なるニブイチ』という特別番組で、約1年1ヶ月ぶりに自社制作となった。
尚、『快傑えみちゃんねる』の流れを汲む当バラエティ番組の系譜を繋ぐ自社制作枠の関西ローカル向けの番組を復活させる事を数々の多くの視聴者やファン等の声を届いている。

## 出演者

### MC
- 横山裕（SUPER EIGHT[注 1]）
- 見取り図（盛山晋太郎・リリー）

### レギュラーパネラー
- 蛍原徹[11]
- 中間淳太（WEST.[注 2]）[11]
- くっきー!（野性爆弾）[6]

## 放送リスト

### 2021年
| 回 | 放送日   | スタジオゲスト | コーナーゲスト                                                                          | 備考 |
| -- | -------- | -------------- | --------------------------------------------------------------------------------------- | ---- |
| 1  | 11月5日  | 久間田琳加     | 【ちまたのジョーシキ劇場】 おいでやす小田 【ウチの学校のジョーシキ】 エルフ             |      |
| 2  | 11月12日 | なえなの       | 【お仕事ジョーシキツアー】 FUJIWARA、村瀬哲史、他 【ちまたのジョーシキ劇場】 エルフ     |      |
| 3  | 11月19日 | ねお           | 【ちまたのジョーシキ劇場】 サーヤ（ラランド） 【ウチの学校のジョーシキ】 藤崎マーケット |      |
| 4  | 11月26日 | ゆうちゃみ     | 【ちまたのジョーシキ劇場】 おいでやす小田 【職業のジョーシキ】 ミルクボーイ             |      |
| 5  | 12月3日  | ゆうちゃみ     | 【ちまたのジョーシキ劇場】 森田哲矢（さらば青春の光） 【ウチの学校のジョーシキ】 ぼる塾 |      |
| 6  | 12月10日 | 伊藤桃々       | 【京都嵐山ジョーシキツアー】 FUJIWARA、村瀬哲史、他                                     |      |
| 7  | 12月17日 | 長谷川美月     | 【職業のジョーシキ】 ミルクボーイ                                                       |      |

### 2022年
| 回 | 放送日   | スタジオゲスト                                                                                     | コーナーゲスト | 備考     |
| -- | -------- | -------------------------------------------------------------------------------------------------- | --- | -------- |
| 8  | 1月7日   | 箭内夢菜                                                                                           | 【ちまたのジョーシキ劇場】 プラス・マイナス 【ウチの学校のジョーシキ】 尼神インター |          |
| 9  | 1月14日  | 豊崎由里絵                                                                                         | 【ちまたのジョーシキ劇場】 島田珠代 【ウチの学校のジョーシキ】 藤崎マーケット |          |
| 10 | 1月28日  | 浪花ほのか                                                                                         | 【ジョーシキお買い物ツアー】 森三中（村上知子、黒沢かずこ） 稲垣飛鳥、西口理恵子、金馬由佳 |          |
| 11 | 2月4日   | ゆな                                                                                               | 【ちまたのジョーシキ劇場】 兵動大樹（矢野・兵動）、佐野晶哉（Aぇ! group） 【ウチの学校のジョーシキ】 インディアンス |          |
| 12 | 2月11日  | ゆうちゃみ                                                                                         | 【ちまたのジョーシキ劇場】 おいでやす小田 【これが令和の新ジョーシキ】 Lil かんさい（西村拓哉、大西風雅） | [ 注 3 ] |
| 13 | 2月18日  | 古畑星夏                                                                                           | 【ちまたのジョーシキ劇場】 ミルクボーイ 【ウチの学校のジョーシキ】 藤崎マーケット | [ 注 4 ] |
| 14 | 2月25日  | ねお、本田望結、あみか、岡﨑彪太郎（Lil かんさい）                                                 | 無し |          |
| 15 | 3月4日   | 足立梨花                                                                                           | 【職業のジョーシキ】 ダイアン 【ちまたのジョーシキ劇場】 ガンバレルーヤ |          |
| 16 | 3月11日  | 菊地亜美                                                                                           | 【○○推しのジョーシキ】 SUSURU、森本聡子、真矢（LUNA SEA）、今江大地（関西ジャニーズJr.） 【ちまたのジョーシキ劇場】 川畑泰史、島田珠代、酒井藍、西川忠志                                                                          |          |
| 17 | 3月18日  | 近藤千尋                                                                                           | 【ジョーシキお買い物ツアー】 福田沙紀、丸山礼、南りほ、豊崎由里絵、MAI MAI |          |
| 18 | 4月1日   | 鈴木福、伊原六花、小島健（Aぇ! group）、川端結愛                                                   | 無し |          |
| 19 | 4月8日   | 保田圭                                                                                             | 【ジョーシキお買い物ツアー】 森三中（村上知子、黒沢かずこ）、遼河はるひ、中込裕太（ニダンギア） 【ちまたのジョーシキ劇場】 兵動大樹、インディアンス                                                                               |          |
| 20 | 4月15日  | 中川翔子                                                                                           | 【○○推しのジョーシキ】 浅香正和、片山智香子 【ちまたのジョーシキ劇場】 おいでやす小田、おばたのお兄さん、ダレノガレ明美 |          |
| 21 | 4月22日  | 須田亜香里（SKE48）                                                                                | 【ジョーシキお買い物ツアー】 森三中（黒沢かずこ、村上知子）、小林尚子、藤田あみい、梶ヶ谷陽子 |          |
| 22 | 4月29日  | 神田愛花                                                                                           | 【これが令和の新ジョーシキ】 山本純子 【ちまたのジョーシキ劇場】 鈴木拓（ドランクドラゴン）、野々村友紀子、上垣廣祐（Boys be） なにわ男子（藤原丈一郎、高橋恭平）                                                                 |          |
| 23 | 5月6日   | ゆうちゃみ                                                                                         | 【職業のジョーシキ】 アキナ 【ちまたのジョーシキ劇場】 ガンバレルーヤ |          |
| 24 | 5月13日  | 伊原六花                                                                                           | 【○○推しのジョーシキ】 井上こん、みきママ、ジョー 【ちまたのジョーシキ劇場】 藤本美貴、コロコロチキチキペッパーズ |          |
| 25 | 5月20日  | なるみ                                                                                             | 【職業のジョーシキ】 ミルクボーイ 【ウチの学校のジョーシキ】 藤崎マーケット、武井壮 |          |
| 26 | 5月27日  | 磯山さやか                                                                                         | 【これが令和の新ジョーシキ】 大和イチロウ 【ウチの学校のジョーシキ】 エルフ |          |
| 27 | 6月3日   | 高橋愛                                                                                             | 【ジョーシキお買い物ツアー】 月亭八光、野々村友紀子、JP、華原朋美、里井真由美、金馬由佳 |          |
| 28 | 6月17日  | 安めぐみ                                                                                           | 【人気○○のジョーシキ徹底比較】 須田亜香里（SKE48）、西野未姫 インディアンス お見送り芸人しんいち、永野 |          |
| 29 | 6月24日  | 久代萌美                                                                                           | 【ウチの島のジョーシキ】 田村裕（麒麟）、稲村亜美 【かたやぶりちゃん】 峯岸みなみ、おいでやす小田 |          |
| 30 | 7月1日   | 山之内すず                                                                                         | 【ウチの学校のジョーシキ】 さや香、すゑひろがりず |          |
| 31 | 7月15日  | 森泉                                                                                               | 【これが令和の新ジョーシキ】 黒川勇人 【かたやぶりちゃん】 Aぇ! group（草間リチャード敬太、福本大晴） |          |
| 32 | 7月22日  | 土屋アンナ                                                                                         | 【人気○○のジョーシキ徹底比較】 ぼる塾、ナジャ・グランディーバ、峯岸みなみ 【ウチの学校のジョーシキ】 アキナ |          |
| 33 | 7月29日  | 貴島明日香                                                                                         | 【○○推しのジョーシキ】 三四郎、一条もんこ ゆうちゃみ、クロちゃん（安田大サーカス）、植竹大介 【かたやぶりちゃん】 アキナ |          |
| 34 | 8月5日   | （「夏休みロケSP」として、レギュラーメンバーのみのロケである為、スタジオ・コーナーゲスト共に無し） | （「夏休みロケSP」として、レギュラーメンバーのみのロケである為、スタジオ・コーナーゲスト共に無し） |          |
| 35 | 8月12日  | ナジャ・グランディーバ                                                                             | 【ちまたのジョーシキ劇場】 馬場園梓、平子祐希（アルコ&ピース）、丸岡晃聖（Boys be） 【夏の暑さを吹き飛ばす!ひんやりスポット3連発】 神山智洋（ジャニーズWEST）、Aぇ! group（正門良規、福本大晴） 【かたやぶりちゃん】 ミルクボーイ |          |
| 36 | 8月19日  | 峯岸みなみ                                                                                         | 【これが令和の新ジョーシキ】 あまいけいき 【ウチの学校のジョーシキ】 アキナ |          |
| 37 | 8月26日  | hitomi                                                                                             | 【人気チェーン店のジョーシキ】 インディアンス、坂田智洋 【ウチの学校のジョーシキ】 エルフ |          |
| 38 | 9月2日   | 吉木りさ                                                                                           | 【ウチの島のジョーシキ】 田村裕（麒麟）、土屋アンナ 【かたやぶりちゃん】 すゑひろがりず |          |
| 39 | 9月9日   | 井上咲楽                                                                                           | 【○○推しのジョーシキ】 バーグマン田形、菊地亜美、井戸田潤（スピードワゴン） 【かたやぶりちゃん】 峯岸みなみ |          |
| 40 | 9月16日  | 松嶋尚美                                                                                           | 【ジョーシキお買い物ツアー】 月亭八光、臼井愛美、中村仁美、ねお、黒田有（メッセンジャー） |          |
| 41 | 9月16日  | 板野友美                                                                                           | 【スーパー銭湯ランキング】 森脇健児、山田孝一、なんちゃん、けんちん |          |
| 42 | 10月7日  | 村上佳菜子                                                                                         | 【回転寿司のジョーシキ】 寿司リーマン 【ちまたのジョーシキ劇場】 斉藤慎二（ジャングルポケット）、かじがや卓哉 |          |
| 43 | 10月21日 | 岡副麻希                                                                                           | 【ちまたのコレ安かってん自慢】 インディアンス | [ 注 5 ] |
| 44 | 10月28日 | 新内眞衣                                                                                           | 【ちまたのナンバーワン】 澤田州平、鈴木浩治 【ウチの学校のジョーシキ】 アキナ | [ 注 5 ] |
| 45 | 11月4日  | 小芝風花                                                                                           | 無し |          |
| 46 | 11月11日 | 山口もえ                                                                                           | 【公園のジョーシキ】 山田孝一、ヤナギブソン、ウーイェイよしたか（スマイル） |          |
| 47 | 11月18日 | 関根麻里                                                                                           | 【ジョーシキお買い物ツアー】 松嶋尚美、伊原六花、黒田有（メッセンジャー）、藤田あみい、稲垣飛鳥 |          |
| 48 | 11月25日 | 乙葉                                                                                               | 【ウチの島のジョーシキ】 田村裕（麒麟）、村重杏奈 |          |
| 49 | 12月2日  | 佐藤江梨子                                                                                         | 【かたやぶりちゃん】 なにわ男子（大橋和也、高橋恭平） |          |
| 50 | 12月9日  | 西山茉希                                                                                           | 無し |          |
| 51 | 12月16日 | 野呂佳代                                                                                           | 【ジョーシキお買い物ツアー】 福田充徳（チュートリアル）、モモコ（ハイヒール）、近藤千尋、末澤誠也（Aぇ! group）、コストコ節子 |          |

### 2023年
| 回 | 放送日   | スタジオゲスト                                                         | コーナーゲスト | 備考     |
| -- | -------- | ---------------------------------------------------------------------- | --- | -------- |
| 52 | 1月13日  | 高橋みなみ                                                             | 【ちまたのナンバーワン】 かじがや卓哉 |          |
| 53 | 1月20日  | 豊崎由里絵                                                             | 【ちまたのコレ安かってん自慢】 おいでやす小田、神田愛花、お見送り芸人しんいち、ZAZY                                                                                             |          |
| 54 | 1月27日  | 矢沢心                                                                 | 無し |          |
| 55 | 2月3日   | 鈴木紗理奈                                                             | 【ジョーシキお買い物ツアー】 黒田有（メッセンジャー）、松嶋尚美、月亭八光、ゆうちゃみ                                                                                           |          |
| 56 | 2月10日  | 藤本美貴                                                               | 【ちまたのナンバーワン】 金馬由佳 |          |
| 57 | 2月17日  | ギャル曽根                                                             | 無し |          |
| 58 | 2月24日  | 工藤美桜                                                               | 【もはやジョーシキZ!】 リンゴ（ハイヒール）、伊織（ からし蓮根） 【ウチの学校のジョーシキ】 藤本敏史（FUJIWARA）、須田亜香里                                                    |          |
| 59 | 3月3日   | 北斗晶                                                                 | 【関西で人気!食べ放題チェーン店徹底比較SP】 おいでやす小田、ゆりやんレトリィバァ、Aぇ! group（小島健、佐野晶哉）、月亭八光、SHINO                                               |          |
| 60 | 3月10日  | 山﨑ケイ（相席スタート）、ゆうちゃみ、佐野晶哉（Aぇ! group）、ゆめぽて | 無し |          |
| 61 | 3月17日  | 橋本マナミ                                                             | 【ちまたのナンバーワン】 はる〜〜ん、くろいの!、くらんて |          |
| 62 | 3月31日  | 雛形あきこ                                                             | 【ジョーシキお買い物ツアー】 黒田有（メッセンジャー）、松嶋尚美、福田充徳（チュートリアル）、本田望結                                                                           |          |
| 63 | 4月7日   | 磯山さやか                                                             | 【かたやぶりちゃん】 ゆうちゃみ |          |
| 64 | 4月21日  | 菊地亜美                                                               | 【ちまたのコレ安かってん自慢】 なるみ、豊崎由里絵、おいでやす小田、西野未姫 |          |
| 65 | 4月28日  | 小倉優子                                                               | 【関西人1万人が選ぶ! 好きなお好み焼きチェーン店ランキング】 浅越ゴエ（ザ・プラン9）、はるな愛                                                                                   |          |
| 66 | 5月5日   | IMALU                                                                  | 【ちまたのナンバーワン】 浅越ゴエ（ザ・プラン9） |          |
| 67 | 5月12日  | 新山千春                                                               | 無し |          |
| 68 | 5月19日  | 山之内すず                                                             | 【人気チェーン店食べ尽くしSP】 リンゴ（ハイヒール）、島田珠代、アキナ、酒井藍                                                                                                   |          |
| 69 | 5月26日  | 野呂佳代                                                               | 無し |          |
| 70 | 6月2日   | 藤本美貴                                                               | 【ちまたのナンバーワン】 井上ポイント |          |
| 71 | 6月16日  | 西山茉希                                                               | 【ジョーシキお買い物ツアー】 黒田有（メッセンジャー）、藤本敏史（FUJIWARA）、松嶋尚美、神部美咲、田津原理音                                                                     |          |
| 72 | 6月23日  | 高橋みなみ                                                             | 無し |          |
| 73 | 6月30日  | 大沢あかね                                                             | 【関西で大人気のスーパーマーケットSP】 なるみ、豊崎由里絵 |          |
| 74 | 7月7日   | 伊原六花                                                               | 【関西から行けちゃう離島ツアー】 土屋アンナ、田村裕（麒麟） |          |
| 75 | 7月14日  | 矢沢心                                                                 | 【かたやぶりちゃん】 なにわ男子（高橋恭平、長尾謙杜） |          |
| 76 | 7月21日  | 鈴木紗理奈                                                             | 無し |          |
| 77 | 7月28日  | 近藤千尋                                                               | 【関西人1万人が選ぶ!好きなUSJアトラクションランキング】 藤本敏史（FUJIWARA）、松嶋尚美、村上佳菜子、Aぇ! group（末澤誠也、小島健）                                              |          |
| 78 | 8月4日   | 雛形あきこ                                                             | 【冷凍食品の新ジョーシキ】 西川剛史、鈴木浩治、澤田州平 |          |
| 79 | 8月11日  | 須田亜香里                                                             | 【人気チェーン店食べ尽くしSP】 リンゴ（ハイヒール）、月亭八光、西川忠志 |          |
| 80 | 8月18日  | 磯山さやか                                                             | 【ちまたのナンバーワン】 森脇健児、Aぇ! group（正門良規、小島健） |          |
| 81 | 8月25日  | 久間田琳加                                                             | 【関西人1万人が選ぶ!好きな焼肉チェーン店ランキング】 浅越ゴエ（ザ・プラン9）、はるな愛                                                                                          |          |
| 82 | 9月8日   | 松嶋尚美                                                               | 無し |          |
| 83 | 9月15日  | 新山千春                                                               | 【関西で大人気のスーパーマーケットSP】 なるみ、豊崎由里絵 |          |
| 84 | 9月29日  | ナジャ・グランディーバ                                                 | 【ちまたのナンバーワン】 山田孝一、M三郎、金馬由佳 |          |
| 85 | 10月13日 | 野呂佳代                                                               | 【コスパ最強グルメランキング】 アキナ 【1000円で1日満喫!神戸激安ツアー】 おいでやす小田、♥さゆり（かつみ♥さゆり）                                                               |          |
| 86 | 10月20日 | 小倉優子                                                               | 【関西人1万人が選ぶ!ファミリーで行きたい居酒屋チェーン店ランキング】 原口あきまさ、福下恵美                                                                                     |          |
| 87 | 10月27日 | 丸山礼                                                                 | 【無印良品の人気グルメ食べ尽くしSP】 ナジャ・グランディーバ、酒井藍、福本大晴（Aぇ! group）、千葉公平                                                                           |          |
| 88 | 11月3日  | 横山由依                                                               | 無し |          |
| 89 | 11月10日 | 鈴木紗理奈                                                             | 無し | [ 注 6 ] |
| 90 | 11月17日 | なるみ                                                                 | 【秋の公園スペシャル】 田村裕（麒麟）、ヨネダ2000 |          |
| 91 | 11月24日 | 磯山さやか                                                             | 【ジョーシキお買い物ツアー】 黒田有（メッセンジャー）、♥さゆり（かつみ♥さゆり）、西森洋一（モンスターエンジン）、豊崎由里絵、荒川（エルフ）、川島壮雄（関西テレビアナウンサー） |          |
| 92 | 12月1日  | 村重杏奈                                                               | 無し |          |
| 93 | 12月8日  | 近藤千尋                                                               | 【人気チェーン店食べ尽くしSP】 月亭八光 |          |
| 94 | 12月15日 | 藤本美貴                                                               | 無し |          |

### 2024年
| 回      | 放送日  | スタジオゲスト       | コーナーゲスト                                                                                            | 備考     |
| ------- | ------- | -------------------- | --- | -------- |
| 95      | 1月12日 | 北斗晶               | 【激安グルメSP】 リンゴ（ハイヒール）、青木源太、田村裕（麒麟）、糸井嘉男                                 |          |
| 96      | 1月19日 | 中村仁美             | 無し |          |
| 97      | 1月26日 | はるな愛             | 【人気チェーン店 冬限定メニュー大公開SP】 福田充徳（チュートリアル）、ヨネダ2000、浅越ゴエ（ザ・プラン9） |          |
| 98      | 2月2日  | 伊原六花             | 【大阪駅前ビル完全攻略SP】 酒井藍、SHINO                                                                  |          |
| 99      | 2月9日  | 菊地亜美             | 【関西でも大人気!2大スーパーマーケット完全攻略SP】 なるみ、豊崎由里絵                                     | [ 注 7 ] |
| 100     | 2月15日 | 無し                 | 【放送100回記念SP】 月亭八光                                                                              |          |
| 101     | 2月21日 | 山之内すず           | 無し |          |
| 102     | 3月1日  | 鈴木紗理奈           | 無し |          |
| 103     | 3月8日  | 松嶋尚美             | 【関西で大人気!フードコート・フードホールSP】 浅越ゴエ（ザ・プラン9）、はるな愛、田津原理音               |          |
| 104     | 3月15日 | リンゴ（ハイヒール） | 無し |          |
| 105(終) | 3月29日 | 無し                 | 無し |          |

## ネット局
| 放送対象地域 | 放送局                  | 系列           | 放送期間                      | 放送日時                     | ネット状況 | 備考       |
| ------------ | ----------------------- | -------------- | ----------------------------- | ---------------------------- | ---------- | ---------- |
| 近畿広域圏   | 関西テレビ（KTV）       | フジテレビ系列 | 2021年11月5日 - 2024年3月29日 | 金曜 19:00 - 20:00           | 【制作局】 | 【制作局】 |
| 北海道       | 北海道文化放送（uhb）   | フジテレビ系列 | 2022年1月13日 -               | 木曜 0:40 - 1:40（水曜深夜） | 遅れネット |            |
| 山形県       | さくらんぼテレビ（SAY） | フジテレビ系列 | 2022年1月19日 -               | 水曜 0:25 - 1:25（火曜深夜） | 遅れネット |            |
| 静岡県       | テレビ静岡（SUT）       | フジテレビ系列 | 2022年1月15日 -               | 土曜 1:00 - 2:00（金曜深夜） | 遅れネット |            |
| 愛媛県       | テレビ愛媛（EBC）       | フジテレビ系列 | 2022年4月5日 -                | 火曜 0:25 - 1:30（月曜深夜） | 遅れネット |            |
| 福岡県       | テレビ西日本（TNC）     | フジテレビ系列 | 2022年4月6日 -                | 水曜 0:55 - 1:55（火曜深夜） | 遅れネット | [ 注 8 ]   |
| 佐賀県       | サガテレビ（STS）       | フジテレビ系列 | 2022年1月9日 -                | 日曜 15:00 - 16:00           | 遅れネット | [ 注 9 ]   |
| 長崎県       | テレビ長崎（KTN）       | フジテレビ系列 | 2022年6月25日 -               | 土曜 1:00 - 2:00（金曜深夜） | 遅れネット |            |
| 鹿児島県     | 鹿児島テレビ（KTS）     | フジテレビ系列 | 2022年5月7日 -                | 土曜 1:25 - 2:25（金曜深夜） | 遅れネット |            |
| 青森県       | 青森放送（RAB）         | 日本テレビ系列 | 2022年4月10日 -               | 日曜 12:10 - 13:10           | 遅れネット | [ 注 10 ]  |
| 神奈川県     | テレビ神奈川（tvk）     | 独立局         | 2023年5月9日 -                | 火曜 19:00 - 20:00           | 遅れネット |            |

### 過去のネット局
- 福島テレビ（FTV） - 2022年4月1日から金曜 14:45 - 15:45に放送されていたが、2023年3月31日打ち切り[12]。
- 高知さんさんテレビ（KSS） - 土曜 16:00 - 17:00に放送されていたが、2023年3月打ち切り。
- 東海テレビ（THK） - 2022年4月2日から土曜 12:00 - 13:00→2023年1月から3月まで火曜（月曜深夜）2:10 - 3:10→2023年4月3日から5月2日まで火曜（月曜深夜）1:35 - 2:40→2023年5月16日から火曜（月曜深夜）1:50 - 2:55に放送されていたが、2023年6月13日（12日深夜）打ち切り[13]。

## スタッフ
2024年2月23日放送分以降点
※印の付記されたスタッフはいずれも週替りで担当。
- ナレーション - mio、藤田勇児
- 構成 - 野口勉、友光哲也、純子ポッキー、田中亮治
- ブレーン - 東雲信介、鈴木一史、小林広美、西尾優希奈
- TD※ - 藤松智哉・鈴木智雄（共にカンテレ）
- CAM※ - 西村武純・古川歩・鈴木智雄・伊地知孝仁（共にカンテレ）
- VE※ - 結城芳彦（カンテレ）、山本謙吾（ウエストワン）
- LD※ - 大西祐輔（カンテレ）
- 効果 - 篠田竜作（シャガデリック）
- MIX / MA※ - 野村理恵（カンテレ）
- MIX※ - 赤澤和伸（カンテレ）
- MA※ - 阿部智博・井田憲吾（共にカンテレ）
- 編集 - 清水慎恭（カンテレ）、加田晃紀（イノセント）、工藤大輔（Gimmick）【毎週】／吉原裕樹、奥野真也（カンテレ）、仁部貴史（イングス）、的場聖（ウエストワン）【週替り】
- 美術プロデューサー - 岡﨑忠司（カンテレ）
- デザイン - 徳田英志（ブロードデザイン）
- 美術進行 - 西口英希（バンブルビー）
- メイク - ビーム
- 大道具制作 - 平井淳士（サンケイビルテクノ）
- 大道具操作 - 大神良一（サンケイビルテクノ）
- 装飾 - 三島吾子（高津商会）
- 電飾 - 増本正寿（ズイコー21）
- キャラデザイン - 秋本早苗
- ロゴデザイン - 山下みゆき
- リサーチ - 田原拓郎
- 編成 - 益野智行（カンテレ）
- 宣伝 - 伊藤万里子（カンテレ）
- 技術協力 - ウエストワン、大阪共立、イノセント、Gimmick、シャガデリック、ブロードデザイン、アイディアリミックスクラブ、タイトルエイト【毎週】／トラッド、一光、ADC、オルタナスタジオ、イングス、ピースリー本舗【週替り】
- 制作協力 - 吉本興業
- 取材協力 - メディアプルポ、キューマン、クラッチ.、ロボッツ、フレームパンチ、ゲームボーイズ
- 協力プロデューサー - 真鍋理恵・西山扶三予（共に吉本興業）
- AP - 小川真依
- AD - 石田聖乃・川野柊（共にカンテレ）、古城柊輔、大原菜緒（ゲームボーイズ）、岡原菜緒
- ディレクター - 宮内宏輔（キューマン）、吉部珠未（クラッチ.）、藤原慎平（メディアプルポ）、酒井椋平（カンテレ）、牧野樹生（カンテレ、以前はAD）、瀧本直治（メディアプルポ）、山本康太（クラッチ.）
- チーフディレクター - 赤堀弘樹（カンテレ）
- プロデューサー - 上林翔吾（カンテレ）
- 制作 - カンテレクリエイティブ本部制作局 制作部
- 制作著作 - カンテレ（関西テレビ放送）

### 過去のスタッフ
- 大道具制作 - 袖垣成治（サンケイビルテクノ）
- 装飾 - 萬浪隆史（高津商会）
- 編成 - 廣瀬重之（カンテレ、2022年7月頃まで）、田中拓朗（カンテレ）
- 制作協力 - ジャニーズ事務所
- 協力プロデューサー - 金丸貴史・石井カオリ（共に吉本興業、石井→2022年7月から加入）
- AD - 藤井芽衣、東啓慈（メディアプルポ）、岩本仁美
- ディレクター - 秀島光樹（ロボッツ）、和田善樹（ディーレック）、堀江拓真（メディアプルポ）、田中悠司（カンテレ）、稲子太輔（クラッチ.）
- チーフプロデューサー - 村山尚純（カンテレ）